# Chi Niệt dó
Chi Niệt dó (danh pháp khoa học: Wikstroemia) là một chi gồm 55-70 loài cây bụi có hoa và cây cỡ nhỏ thuộc họ trầm, Thymelaeaceae.

## Dược thảo
Wikstroemia indica (tiếng Trung: 了哥王; bính âm: liǎo gē wáng; âm Hán Việt: "liễu ca vương"; tên tiếng Việt: niệt dó) là một trong 50 dược liệu cơ bản dùng trong Đông y.

## Các loài
- Wikstroemia albiflora
- Wikstroemia alternifolia
- Wikstroemia androsaemifolia - Niệt dó xoan, dó miết xoan.
- Wikstroemia angustifolia
- Wikstroemia australis
- Wikstroemia balansae
- Wikstroemia bicornuta Hillebr. - Alpine False Ohelo (Lānaʻi và Maui, Hawaii)[1]
- Wikstroemia chuii
- Wikstroemia dolichantha - Niệt dó hoa dài.
- Wikstroemia elliptica
- Wikstroemia forbesii Skottsb. - Molokai False Ohelo (Molokaʻi, Hawaii)[1]
- Wikstroemia fruticosa
- Wikstroemia furcata (Hillebr.) Rock - Forest False Ohelo (Kauaʻi, Hawaii)[1]
- Wikstroemia ganpi
- Wikstroemia gracilis
- Wikstroemia hainanensis
- Wikstroemia hanalei Wawra - Lavafield False Ohelo (Kauaʻi, Hawaii)[1]
- Wikstroemia indica C.A.Mey. - Niệt dó Ấn Độ, dó miết Ấn, dó chuột, dó cánh, dó cành, dó móc, héo, cam toại nam, liễu kha vương.
- Wikstroemia lanceolata
- Wikstroemia liangii
- Wikstroemia ligustrina
- Wikstroemia linearifolia
- Wikstroemia linoides
- Wikstroemia longipaniculata
- Wikstroemia meyeniana - Niệt dó lá dài, dó Meyen, dó lá dài, dó quê, ca tu u mi hao.
- Wikstroemia micrantha
- Wikstroemia monnula
- Wikstroemia mononectaria
- Wikstroemia monticola Skottsb. - ʻĀkia, Montane False Ohelo (Maui)[1]
- Wikstroemia nutans - Niệt dó thòng, dó miết thòng, dó miết nghiên, sơn miên.
- Wikstroemia oahuensis A.Gray - Oʻahu False Ohelo (Kauaʻi, Oʻahu, Molokaʻi, Lānaʻi, và Maui in Hawaii)[1]
  - Wikstroemia oahuensis var. oahuensis - Oʻahu False Ohelo
  - Wikstroemia oahuensis var. palustris - Oʻahu False Ohelo
- Wikstroemia ovata
- Wikstroemia pampaninii
- Wikstroemia parviflora
- Wikstroemia pauciflora
- Wikstroemia paxiana
- Wikstroemia phillyreifolia A.Gray - Hawaiʻi False Ohelo (Island of Hawaiʻi)[1]
- Wikstroemia poilanei - Niệt dó Poilane, dó miết Poilane.
- Wikstroemia polyantha
- Wikstroemia pulcherrima Skottsb. - Kohala False Ohelo (Island of Hawaiʻi)[1]
- Wikstroemia retusa
- Wikstroemia ridleyi
- Wikstroemia rosmarinifolia
- Wikstroemia sandwicensis Meisn. - Variableleaf False Ohelo (Island of Hawaiʻi)[1]
- Wikstroemia scytophylla
- Wikstroemia sikokiana
- Wikstroemia stenophylla
- Wikstroemia trichotoma
- Wikstroemia skottsbergiana† Sparre - Skottsberg's False Ohelo (Kauaʻi, Hawaii)[1]
- Wikstroemia souliei
- Wikstroemia taiwanensis
- Wikstroemia techinensis
- Wikstroemia tenuiramis
- Wikstroemia uva-ursi A.Gray - Hillside False Ohelo (Kauaʻi, Oʻahu, Molokaʻi, và Maui in Hawaii)[1]
  - Wikstroemia uva-ursi var. kauaiensis - False Ohelo
  - Wikstroemia uva-ursi var. uva-ursi - Hillside False Ohelo
- Wikstroemia villosa† Hillebr. - Hairy False Ohelo (Maui, Hawaii)[1]

## Hình ảnh

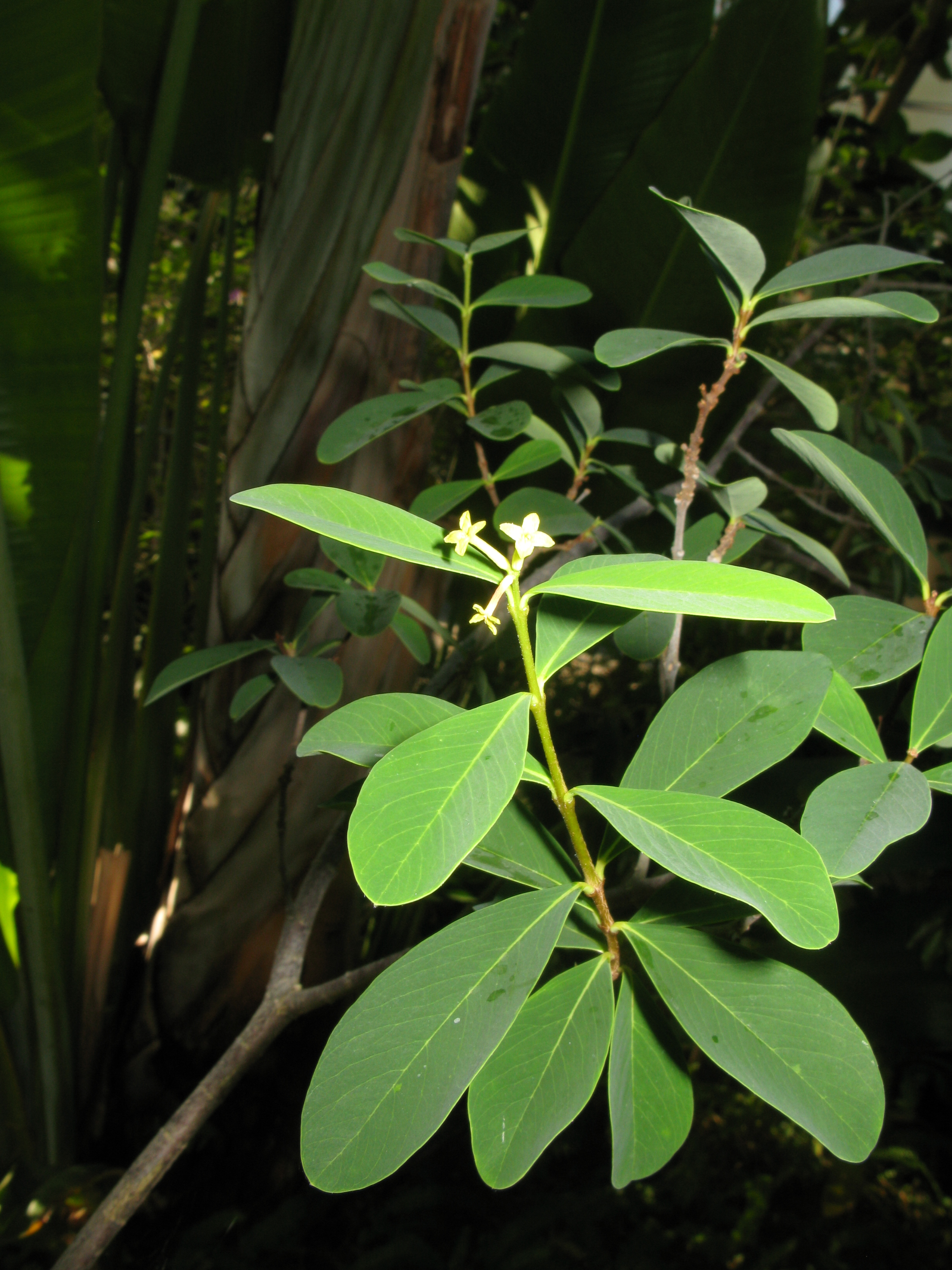
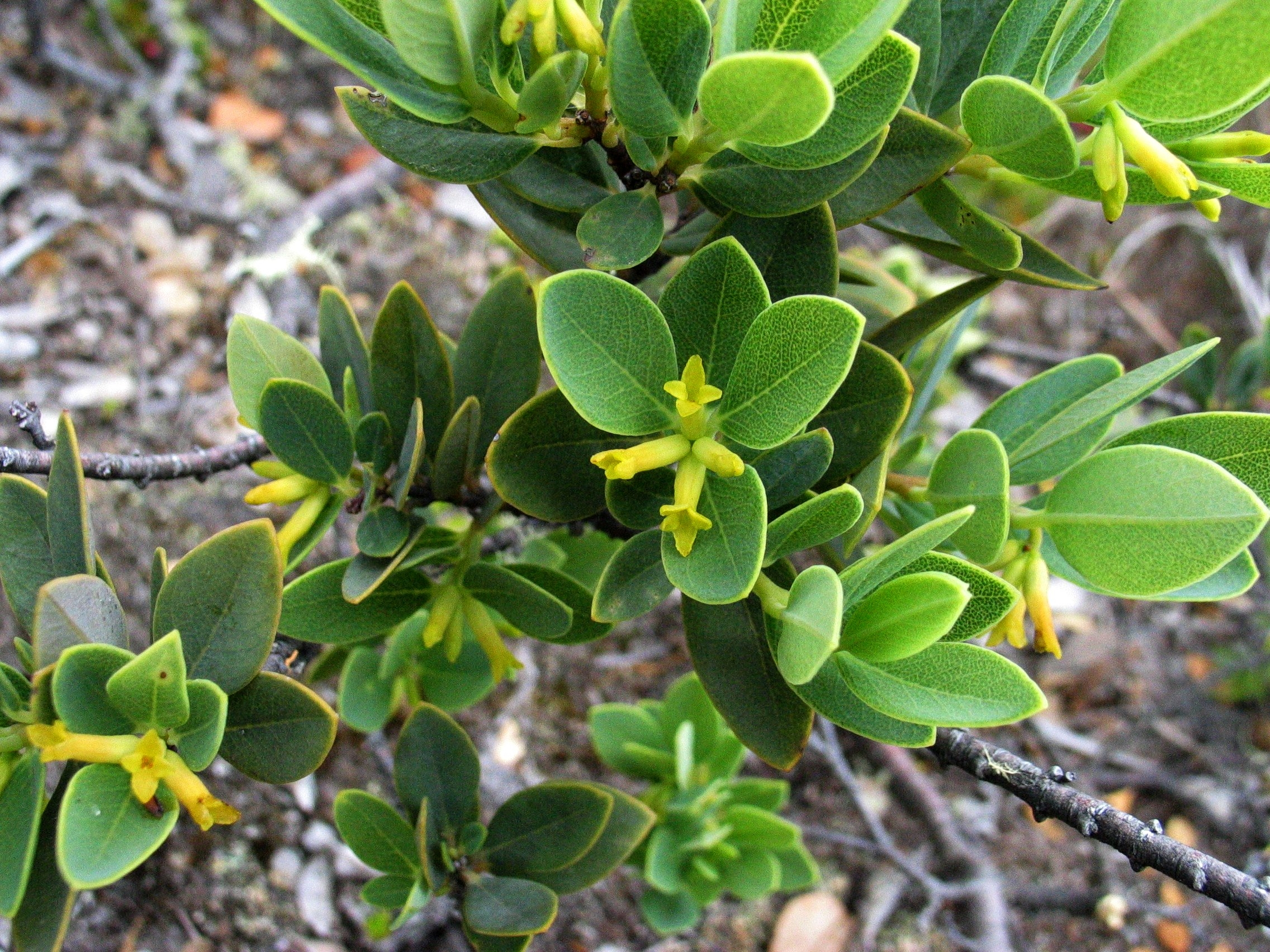
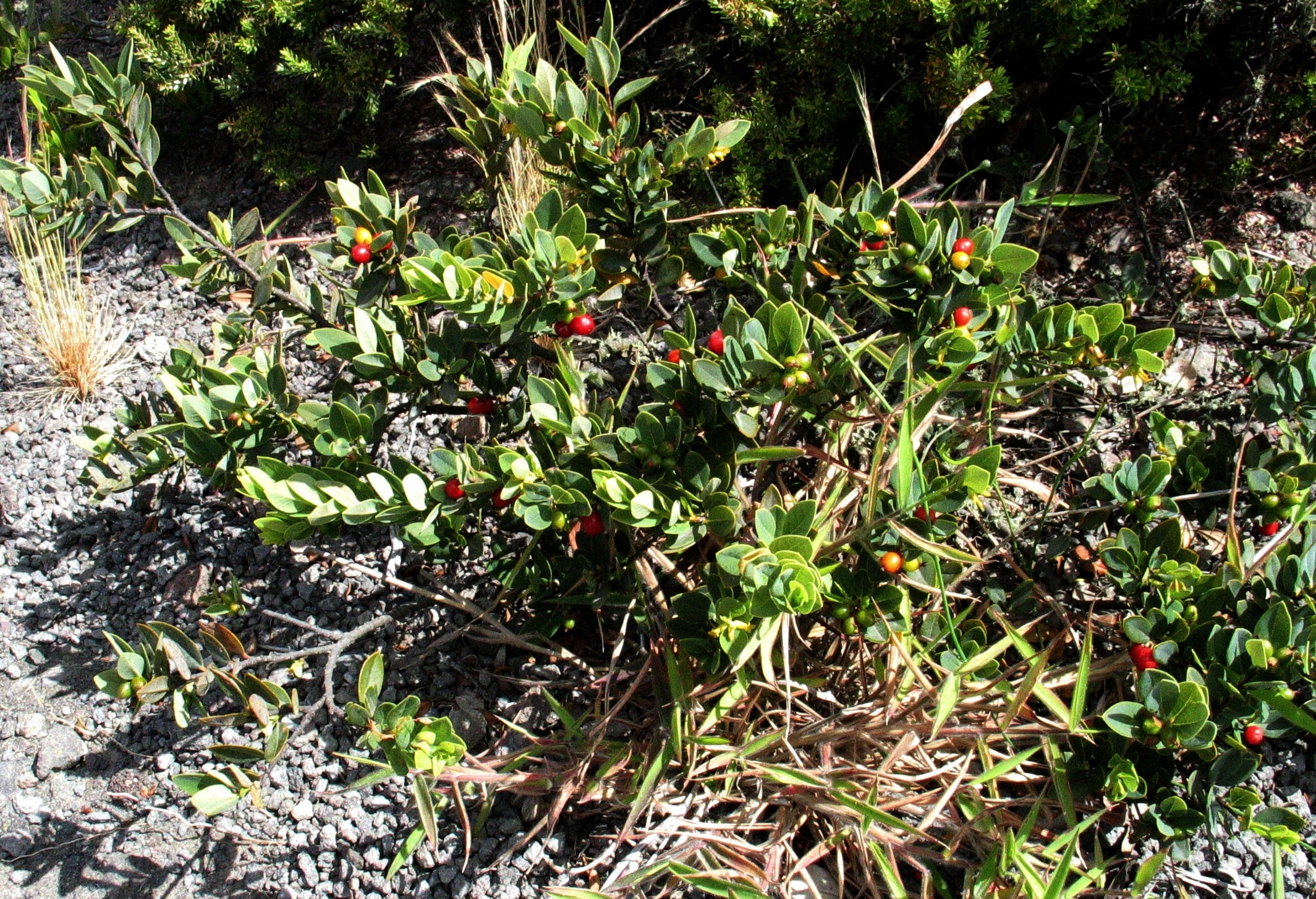
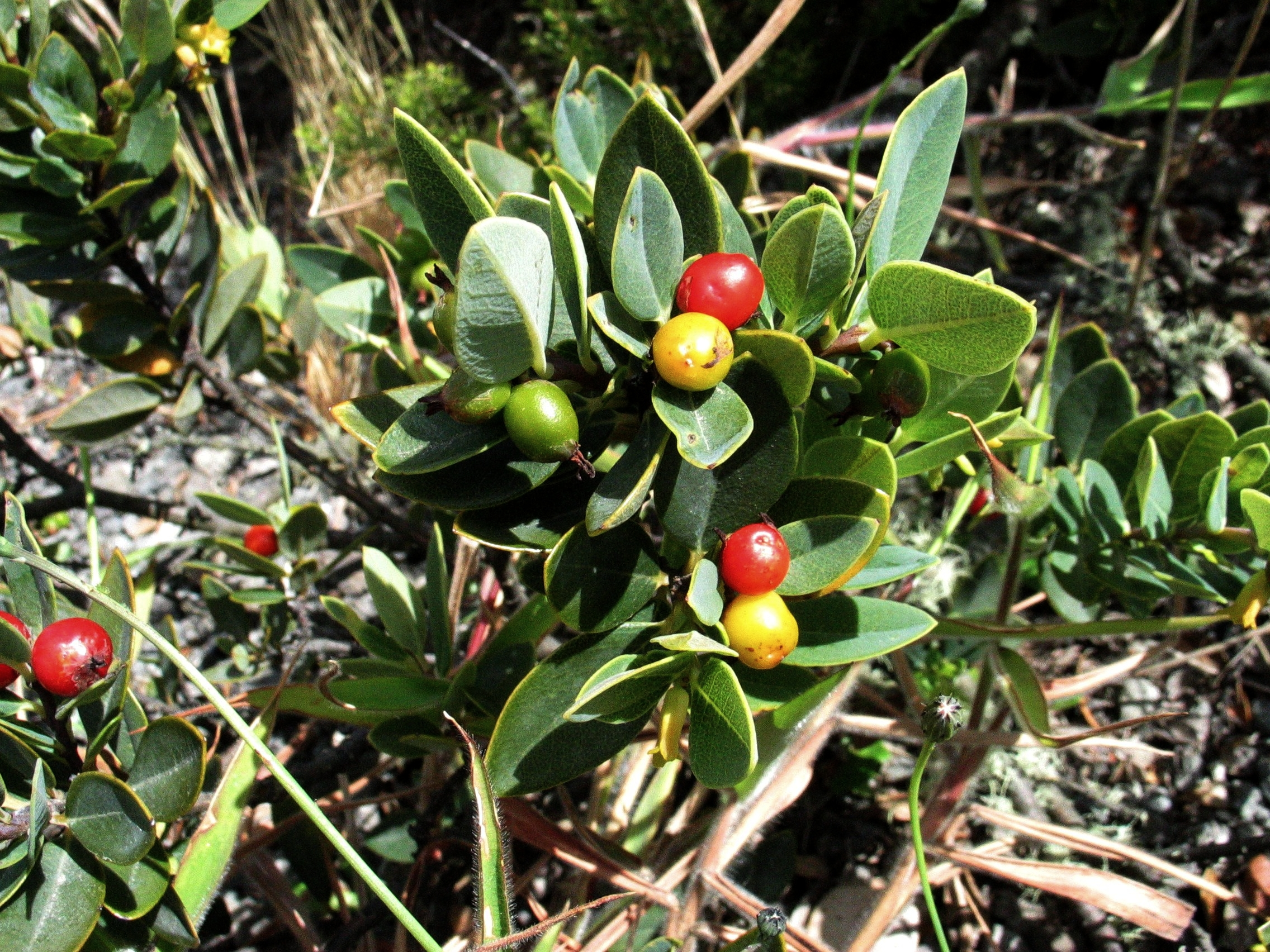